# Список президентов Галмудуга
Президент Галмудуга, непризнанного государства в центре Сомали, является одновременно главой государства и главой исполнительной власти, действующим как глава государства, так и глава правительства. Президент и вице-президент избираются на четырёхлетний срок и могут исполнять свои обязанности два срока подряд.

## Список
| № | Портрет | Имя (годы жизни)                | Начало полномочий | Окончание полномочий | Вице-президент              | Партия                 |
| - | ------- | ------------------------------- | ----------------- | -------------------- | --------------------------- | ---------------------- |
| 1 |         | Мохамед Варсаме Али (1937–2019) | 14 августа 2006   | 14 августа 2009      | Абдисалам Хаджи Ахмед Либан | беспартийный           |
| 2 |         | Мохамед Ахмед Алин (1951–2023)  | 14 августа 2009   | 1 августа 2012       | Абдисаман Нур               | беспартийный           |
| 3 |         | Абди Хасан Авале (1948–)        | 1 августа 2012    | 23 июля 2015         | Абдисамад Нуур Гулед        | беспартийный           |
| 4 |         | Абдикарим Хусейн Гулед (1966–)  | 23 июля 2015      | 26 февраля 2017      | Мохамед Хаши Абди           | Партия мира и развития |
| — |         | Мохамед Хаши Абди (–) (и. о.)   | 26 февраля 2017   | 3 мая 2017           | Мохамед Хаши Абди           | беспартийный           |
| 5 |         | Ахмед Дуале Гелле (1949–)       | 3 мая 2017        | 2 февраля 2020       | Мохамед Хаши Абди           | беспартийный           |
| 6 |         | Ахмед Абди Карие (1968–)        | 2 февраля 2020    | действующий          | Али Дахир Эд                | беспартийный           |